# Zimní příběh
Zimní příběh je americký film roku 2014 podle stejnojmenné knihy Marka Helprina z roku 1983. Film režíroval a napsal Akiva Goldsman. Film pojednává o mytickém městě plném zázraků, nemilých osudů a jiných událostí. Do filmu bylo obsazeno mnoho úspěšných herců, například Colin Farrell, Russell Crowe, Jessica Brown Findlay, William Hurt, Will Smith, Matt Bomer a Jennifer Connelly. Hudbu pro film složili Hans Zimmer a Rupert Gregson-Williams. Na Československé filmové databázi nemá příliš dobré hodnocení, k lednu 2017 60 %.

## Obsazení
| Colin Farrell         | Peter Lake         |
| Russell Crowe         | Pearly Soames      |
| Will Smith            | Lucifer            |
| Matt Bomer            | Peterův otec       |
| Lucy Griffiths        | Peterova matka     |
| Jessica Brown Findlay | Beverly Pennová    |
| William Hurt          | Isaac Penn         |
| Finn Wittrock         | Gabriel            |
| Jennifer Connelly     | Virginia Gamely    |
| Eva Marie Saint       | Dospělá Villa Penn |
| Kevin Durand          | Cesar Tan          |